# Elisabeth Strupp
Elisabeth Strupp (in manchen Quellen auch Maria Elisabeth Strupp), Ehefrau des Gelnhäuser Pfarrers Johannes Strupp, wurde am 3. August 1599 in Gelnhausen als Hexe hingerichtet. Wegen der erhaltenen Verhörprotokolle hat ihr Fall in der Geschichte der Hexenverfolgung besondere Bedeutung.

## Zur Person
Herkunft, Geburtsdatum und -name von Elisabeth Strupp sind nicht bekannt. Sie hatte mehrere Kinder und war Witwe des evangelischen Pfarrers Johannes Strupp. Ihr Schwiegervater war Peter Strupp, ein ehemaliger Prämonstratenser-Chorherr, der ab 1536 als Reformator in Gelnhausen wirkte und ab 1543 erster evangelischer Pfarrer an der dortigen Marienkirche war.

## Hexenprozess
Gemäß der Prozessakten wurde Elisabeth Strupp von der Hausfrau Barbara Scherer denunziert, die selbst als Hexe angeklagt war und wenige Tage vor ihr am 20. Juli 1599 auf dem Scheiterhaufen hingerichtet wurde. In dem Hexenprozess wurde Elisabeth Strupp zu Unrecht beschuldigt, einen Teil des Kirchenschatzes entwendet zu haben. Ankläger war der Gelnhäuser Bürgermeister Johannes Koch. Es wird überliefert, dass Elisabeth Strupp die Hexenverfolgung kritisierte und damit in Opposition zum Bürgermeister stand. Am 3. August 1599 wurde sie enthauptet, was als „Gnade“ gegenüber der sonst üblichen Verbrennung gesehen wird.

## Rezeption
Ab den 1980er Jahren beschäftigten sich mehrere Frauengruppen in Gelnhausen wie auch der Theologinnenkonvent in der evangelischen Kirche von Kurhessen-Waldeck mit der Hexenverfolgung im 16./17. Jahrhundert in der ehemaligen Reichsstadt. Ein erstes Ergebnis war ein von der Künstlerin Eva Gesine Wegner gestaltetes Mahnmal für die Hexenverfolgung mit dem Titel „Die Rufende“, das 1986 am Hexenturm enthüllt wurde. Ab 1992 begann auch die Gelnhausen Kirchengemeinde sich mit ihrem Anteil der Geschichte auseinanderzusetzen. 1998 bildete sich ein Arbeitskreis, um des 400. Todestag des bekanntesten Opfers des Gelnhäuser Hexenwahns angemessen zu gedenken. Die Künstlerin Fanna Kolarova konnte einen Wettbewerb für ein Denkmal für sich entscheiden. Sie entwarf ein Denkmal, das aus einem zwei Meter hohen Metallring besteht, der die Tanzbewegungen einer Frauenfigur begrenzt, die versucht aus dem Gefängnis des Rings auszubrechen. Der Körper der Figur ist einem endlosen Vierkantstahl geformt. Die Umsetzung des Denkmals, für das Spenden in Höhe von 30.000 DM gesammelt worden waren, erfolgte durch den Bildhauer Karl Menzen. Das Denkmal wurde vor dem Westportal der Marienkirche platziert und am 31. Oktober 1999 enthüllt. Es stellt das Gegenstück zum Denkmal für den des Schultheiß Johann Koch im Inneren des Gotteshauses dar.
Auf dem Landeskirchentag 2006 wurde ein Theaterstück über den Fall Strupp aufgeführt: „Sie hat bekannt, dass sie eine Zauberin sei“ – Der Fall Elisabeth Strupp.
2013 veröffentlichte die Heavy-Metal-Band Rage featuring Lingua Mortis Orchestra den Musiktitel Cleansed By Fire, dem der Fall Strupp zu Grunde liegt. Das zugehörige Video wurde in und um die Gelnhäuser Marienkirche sowie auf dem nahe gelegenen Obermarkt gedreht.
2024 wurde die Kreisrealschule Gelnhausen zur "Elisabeth-Strupp-Schule" umbenannt.